# Seguretat energètica
La seguretat energètica és el terme que comporta l'associació entre la seguretat nacional i la disponibilitat dels recursos energètics de consum. L'accés a energia barata s'ha convertit en essencial per al funcionament de les economies modernes. No obstant això, la desigual distribució dels subministraments d'energia entre els països ha donat lloc a importants vulnerabilitats.
Amenaces a la seguretat energètica són la inestabilitat política dels diversos països productors d'energia, la manipulació dels subministraments d'energia, la competència per les fonts d'energia, els atacs a les infraestructures de subministrament, així com els accidents, els desastres naturals, el terrorisme creixent, i la dependència dels països dominants per al subministrament del petroli estranger.